# لا تخف شيئا
لا تخف شيئًا
للأغنية «أرأيت، لا تخف شيئًا» بواسطة Selah Sue.
«خف من لا شيء» هي رواية أصدرت عام 1998 من قبل المؤلف الأكثر مبيعاً دين كونتس. الكتاب هو الدفعة الأولى في ما يقال أنه سلسلة من ثلاثة أجزاء من الكتب، والمعروفة باسم ثلاثية ضوء القمر، يتكلم عن كريستوفر سنو الذي يعاني من مرض نادر (لكنه حقيقي) يسمى XP (جفاف الجلد المصطبغ). والثاني في ثلاثية، Seize the Night، صدر في عام 1999. لم يتم تحديد موعد إصدار لإصدار الكتاب الثالث بعنوان ركوب العاصفة. رواية «خف من لا شيء» هي من عدة نواحٍ تعد مكملة لرواية Koontz Watchers 1987.

## ملخص أحداث الرواية
قيل في «خف من لا شيء» في أول شخص، يتبع 24 ساعة من حياة كريستوفر سنو، حيث اكتشف ويحاول الكشف عن مؤامرة غامضة
ويبدو أنها لا نهاية لها تتمحور حول مجمع عسكري يسمى Fort Wyvern.
يبدأ الكتاب بذهاب كريستوفر سنو لزيارة والده المحتضر في المستشفى. عندما يعبر سنو المستشفى إلى غرفة والده، وكانت الأضواء خافتة بعناية لحمايته. كانت آخر نصيحة من والد كريستوفر وهو يحتضر «لا تخف شيئاً، يا كريس. لا تخف شيئاً».
أثناء مغادرته المستشفى، رأى سنو بالصدفة عملية تبديل جثة والده بجسم آخر غير معروف. تبع كريستوفر الأشخاص الذين نقلوا الجثمان إلى منزل الجنازة، كان سيتم القبض واكتشاف كريستوفر ومن ثم تبدأ عملية المطاردة.
وفي وقت لاحق، عند عودته إلى المنزل، وجد كريستوفر سلاح والده على سريره، ورسالة عاجلة على جهاز الرد الخاص به للاتصال بـ أنجيلا فيريمان، الممرضة وصديقة العائلة منذ زمن طويل. يقوم أورسون «وهو كلب العائلة» بحفر ثقوب في الحديقة بشكل غير معهود. أوقف كريستوفر حيوانه الأليف أورسون من الحفر وأحضر أورسون معه لرؤية أنجيلا، والتي هي بدورها تكشف قصة غريبة عن ليلة مضت منذ عدة
سنوات عندما واجهت قردًا هنديًا غريبًا في منزلها، وهو مخلوق مرعب يصنع من قبل أفراد عسكريين غامضين.
قبل ان تكشف عن المزيد من احداث تلك الليلة، قُتلت أنجيلا أثناء وجودها في غرفة أخرى، وبالكاد استطاع كريس الفرار عندما أشعل مهاجمون مجهولون النار في المنزل. ينطلق كريستوفر على دراجته ويتبعه أورسون، إلى منزل صديقه الحميم بوبي هالوي، وهو راكب أمواج يعيش في كوخ على حافة المدينة، بالقرب من البحر.
عندما سمع بوبي قصة كريس، يحث بوبي كريستوفر على ترك الغموض وشأنه ومواصلة الحياة الطبيعية كالمعتاد. بينما يتشارك الأصدقاء بعض الطعام والبيرة (بما في ذلك الكلب). قاطعت وجبتهم ساشا «صديقة كريستوفر» التي اتصلت لتخبره برسالة من صديق آخر لكريستوفر. جعلته الرسالة هو وأورسون في سباق إلى ضباب الليل، حيث يتبعهما مجموعة من قرود الريسوس المتحولة والتي تقودها شخصية غامضة من نصف إنسان ونصف وحش.
بينما يلتقي كريستوفر بروزفلت فروست، لاعب كرة القدم السابق الذي يركز الآن على موهبة التواصل مع الحيوانات، يحذر بروزفلت كريستوفر مرة أخرى من تحقيقاته لكنه يشعر بأنه مضطر للكشف عن هذا اللغز. يشير الصقيع إلى حيوانات غير عادية وذكية بشكل غير معتاد تهرب من القاعدات العسكرية. ويذكر بشكل غامض أن كريستوفر محمي بتراث ورثه من والدته.